# Liste der Kulturdenkmäler in Neroth
In der Liste der Kulturdenkmäler in Neroth sind alle Kulturdenkmäler der rheinland-pfälzischen Ortsgemeinde Neroth aufgeführt. Grundlage ist die Denkmalliste des Landes Rheinland-Pfalz (Stand: 17. Juli 2023).

## Einzeldenkmäler
| Bezeichnung                          | Lage               | Baujahr | Beschreibung | Bild                           |
| ------------------------------------ | ------------------ | ------- | --- | ------------------------------ |
| Kriegerdenkmal                       | Hauptstraße Lage   | 1932    | Kriegerdenkmal 1914/18, Soldat, bezeichnet 1932, nach 1945 ergänzt                                                                       | Fotos hochladen                |
| Katholische Pfarrkirche St. Wendelin | Layenstraße 8 Lage | 1782    | ehemaliger Saalbau, 1782, integriert in quergerichteten Erweiterungsbau von 1962; Schaftkreuz, angeblich von 1804                        | weitere Bilder Fotos hochladen |
| Schulhaus                            | Mühlenweg 3 Lage   | 1844    | ehemalige Schule; stattlicher Putzbau, bezeichnet 1844                                                                                   | Fotos hochladen                |
| Mühle                                | Mühlenweg 4 Lage   | 1807    | ehemaliges Mühlenwesen; Wohn- und Wirtschaftsgebäude, bezeichnet 1807, Mühlentechnik; Fachwerk-Ökonomiegebäude, Mühlteich und Mühlgraben | Fotos hochladen                |